# Warnschild
Ein Warnschild ist ein mit einem Piktogramm, Warnzeichen oder einer sonstig gearteten Warnung versehenes Schild, das vor einer möglichen Gefahr warnen soll. Warnschilder im Verkehrsbereich gehören zur Kategorie der Verkehrszeichen.

## Normen für Warnschilder an Maschinen und anderen technischen Geräten
Von vielen Geräten gehen Gefahren aus. Während man früher davon ausging, dass diese Gefahren leicht erkennbar seien und der Umgang mit den Geräten zum allgemeinen Lebensrisiko gehöre, fällt heute die Warnung vor den wesentlichen Gefahren in den Verantwortungsbereich des Herstellers. Der hat, so weit möglich, für konstruktive Sicherheit zu sorgen. Nur vor den Restgefahren darf gewarnt werden – durch Sicherheitshinweise in der technischen Dokumentation und vor allem mit Warnschildern.
Für Warnschilder gibt es Normen, die zwei unterschiedliche Ansätze verfolgen:
- Die ANSI Z.535 geht von einer Text-Bild-Kombination aus. Dieser amerikanische Ansatz stößt in einer vielsprachigen Umgebung wie der Europäischen Union auf Grenzen.
- ISO 3864, IEC 80416-1:2001, EN 80416, EN 61310 und andere Normen definieren deshalb Warnsymbole, die möglichst für sich alleine stehen können.

## Sonstige Hinweise
Ein weiteres häufig zu findendes Warnschild außerhalb des öffentlichen Verkehrs macht auf einen bissigen Hund aufmerksam.
Zu den Warnschildern gehören im weiteren Sinne auch die Gefahrenpiktogramme für Gefahrstoffe wie auch die Bezettelung von Gefahrgut.

## Beispiele für Warnschilder

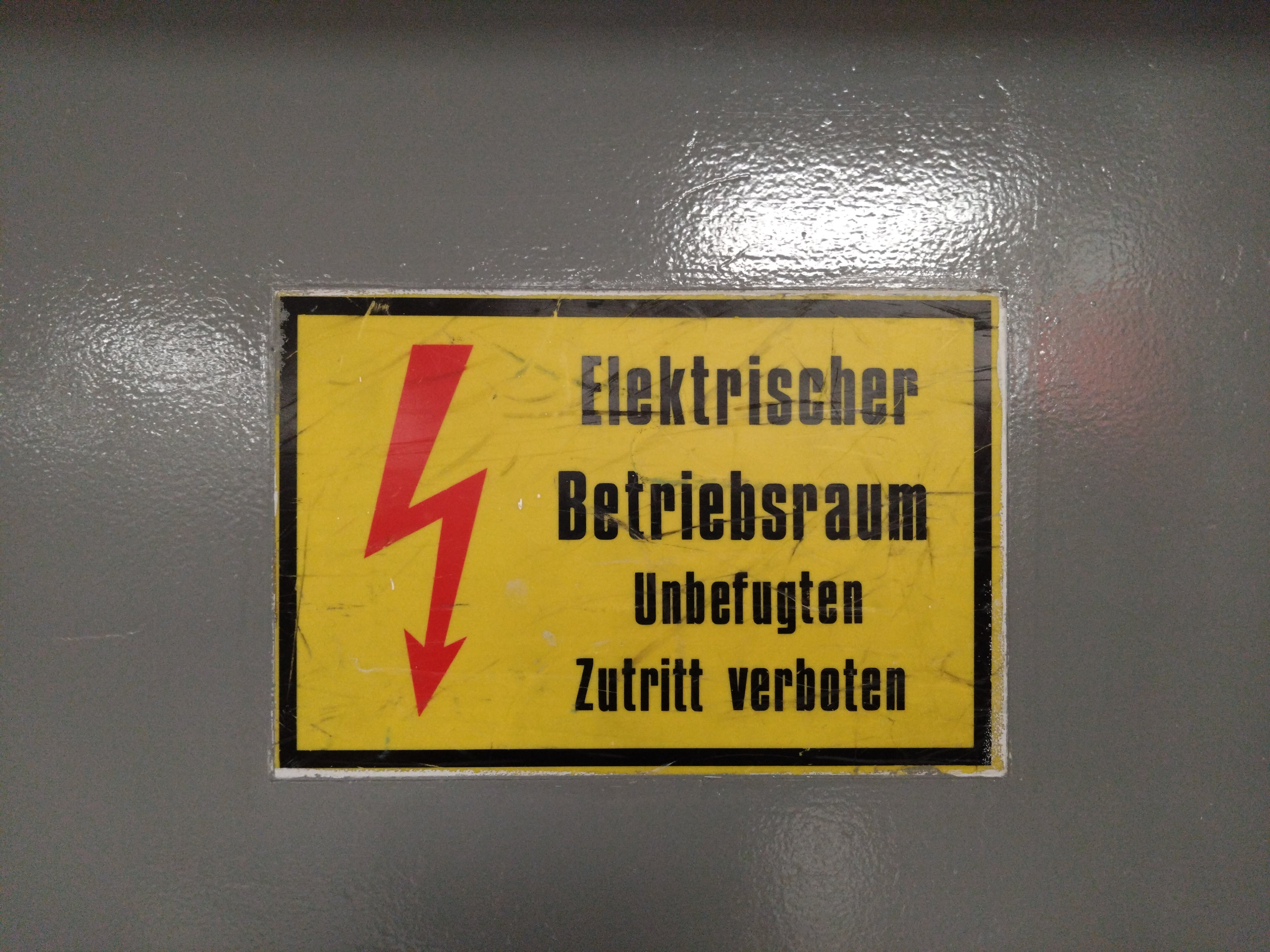
Ein Warnschild vor einem Elektroraum in München
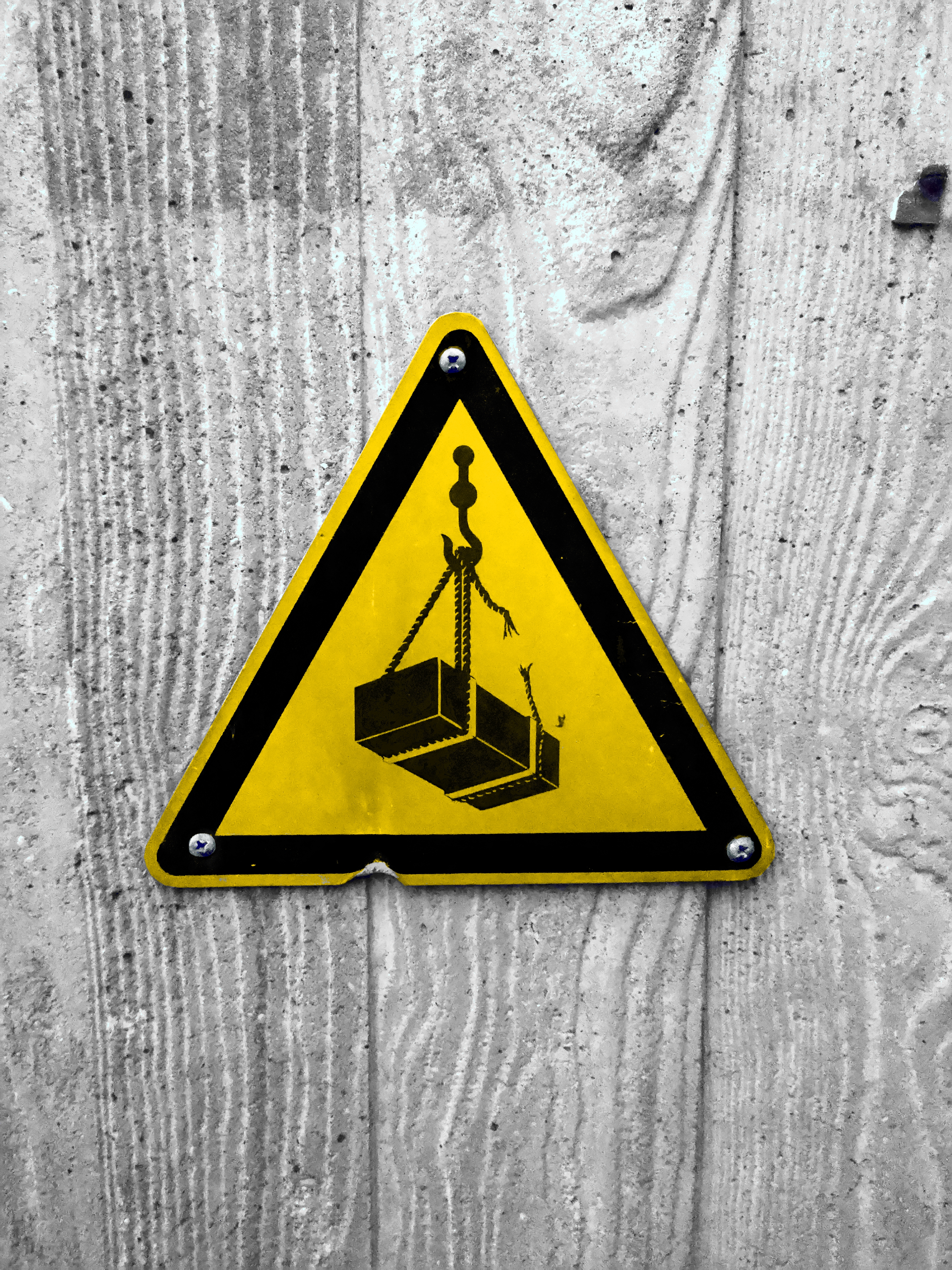
Warnung vor schwebender Last
Warnung vor gefährlicher elektrischer Spannung nach ISO 7010
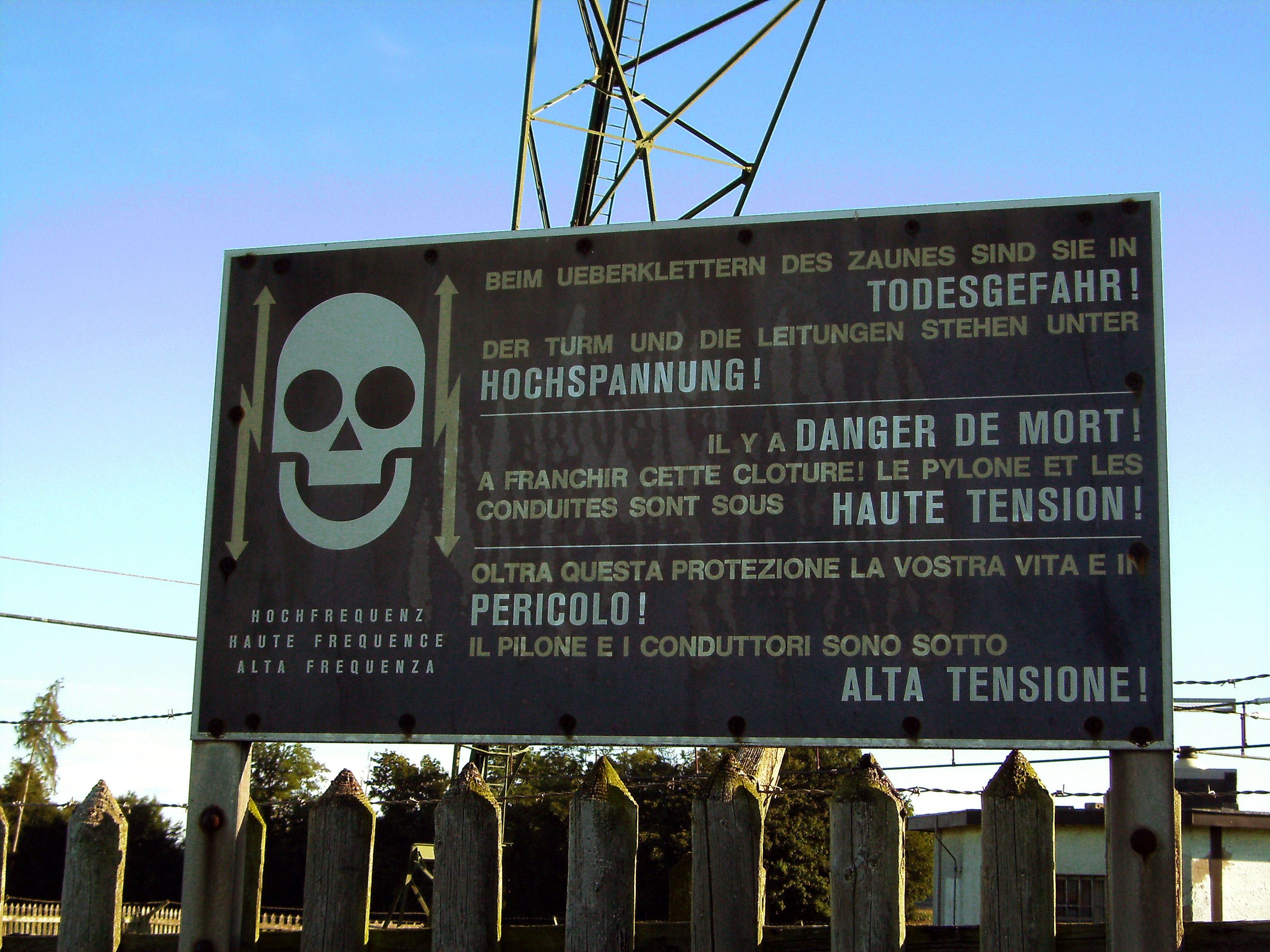
Warnschild vor Hochspannung am Reservesendeturm des Senders Beromünster
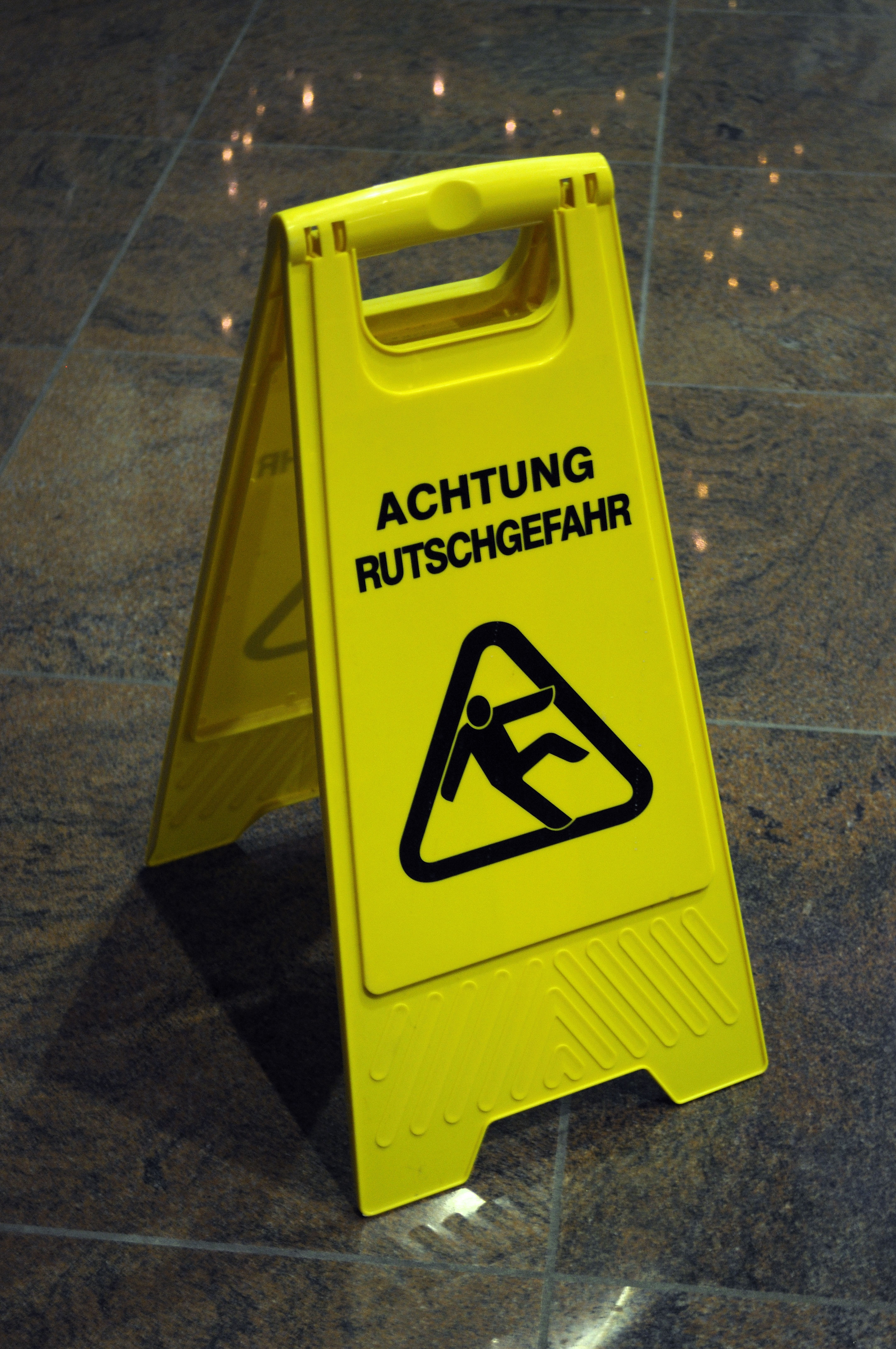
Warnung vor Rutschgefahr bei Nässe
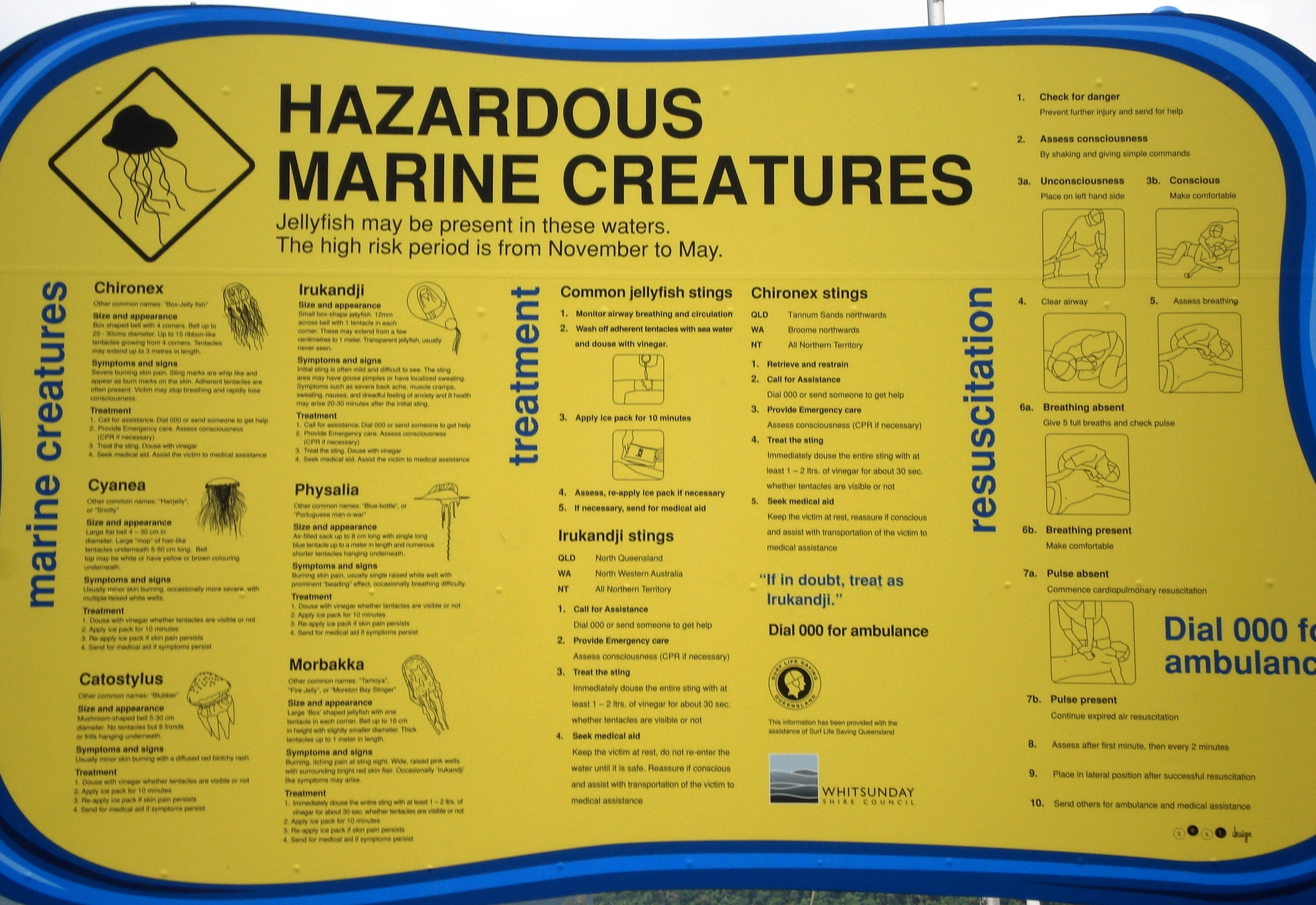
Warnschild & Informationstafel zu giftigen Quallen (u. a. Chironex fleckeri / Morbakka fenneri / Carukia barnesi = „Irukandji“) und der Behandlung (in Airlie Beach / Australien)
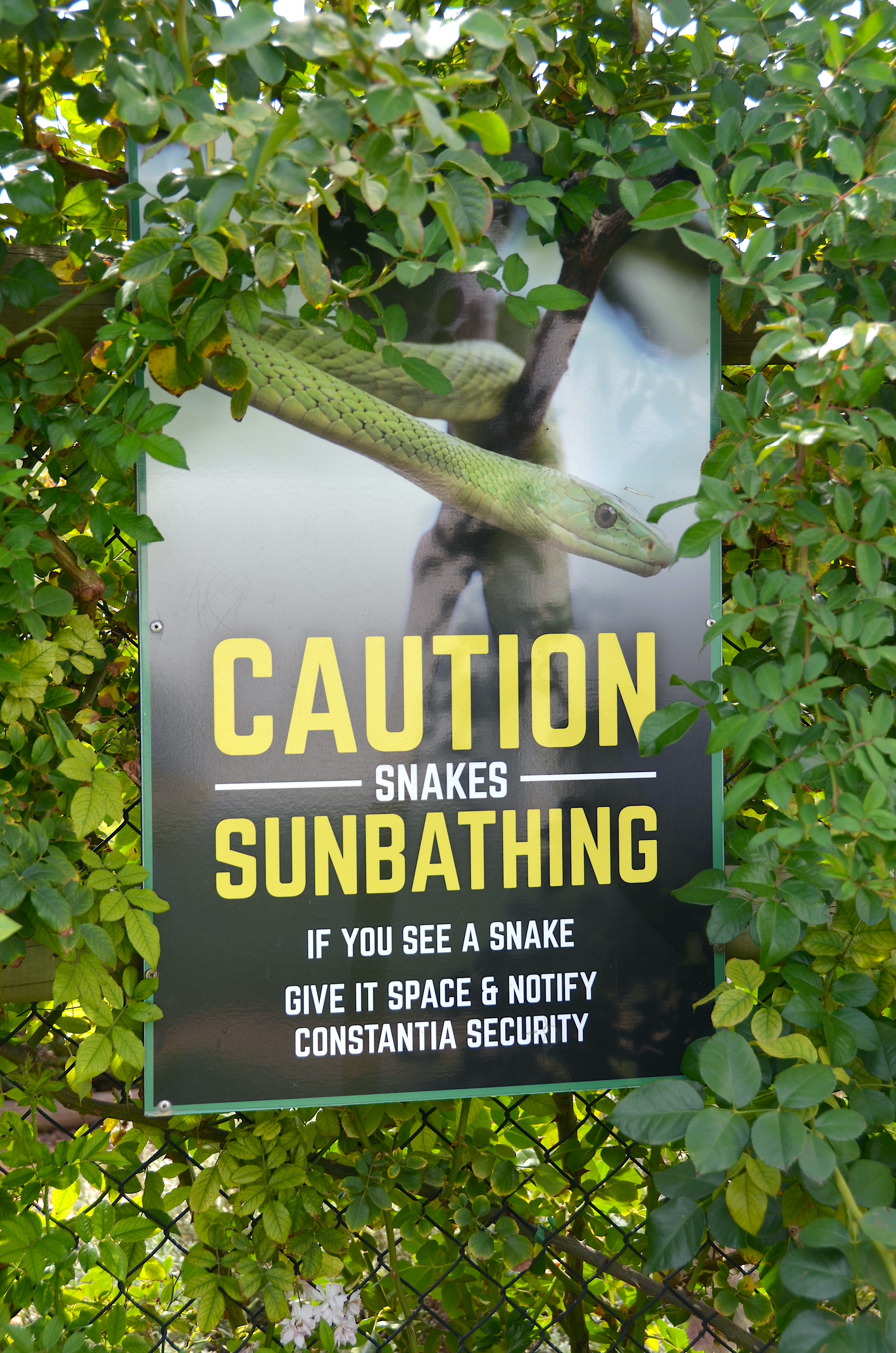
Warnschild vor Schlangen beim Sonnenbaden
Warnschild – Maximal Krantraglast 15000 kg
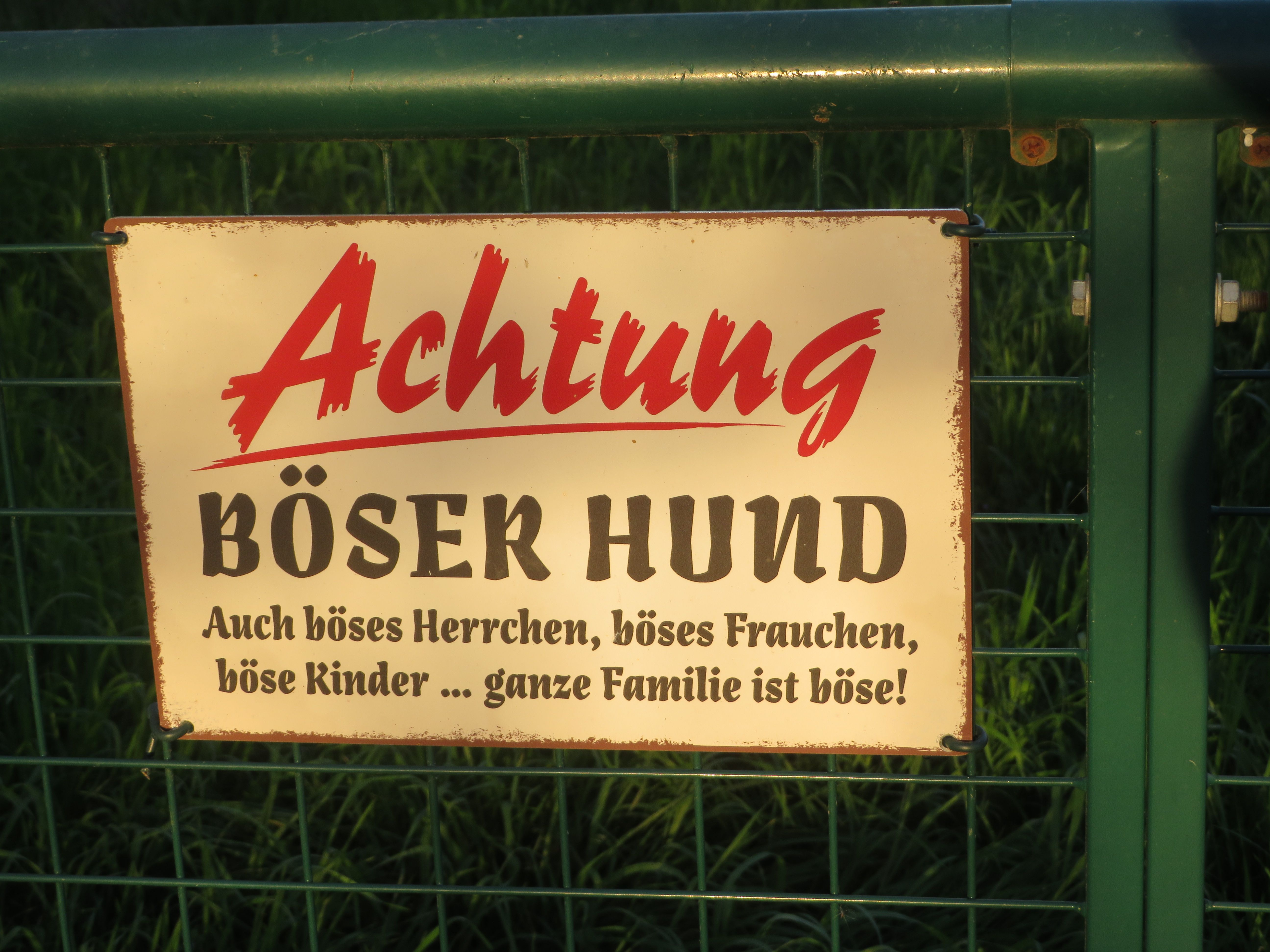
Warnung vor einem Hund, der den Garten bewacht.
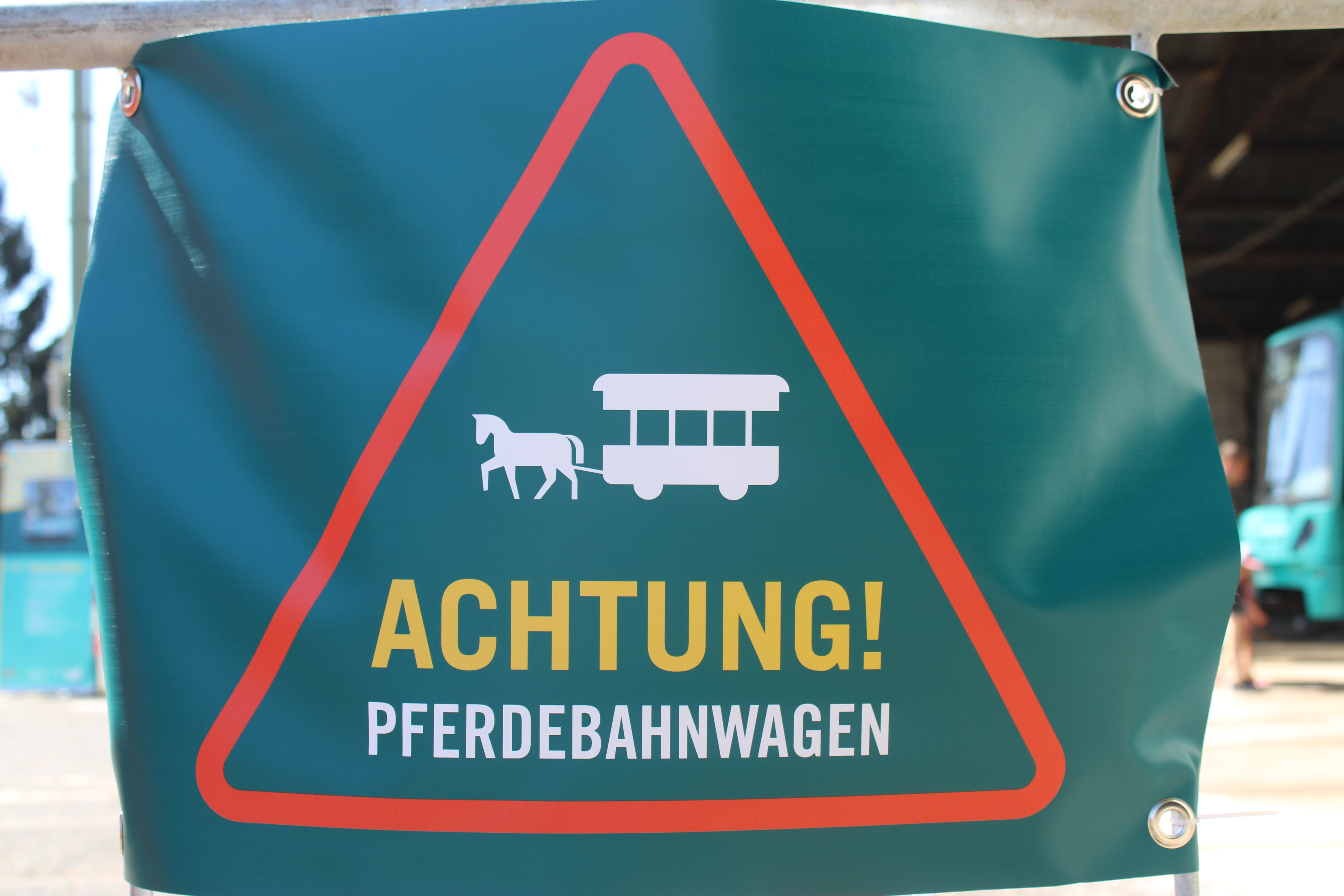
Warnschild wegen des Pferdebahn-Betriebes mit dem FTG-Wagen 167 im Eckenheimer Depot in Frankfurt am Main 2022.